# 太鲁阁龙胆
太鲁阁龙胆（学名：Gentiana tarokoensis）为龙胆科龙胆属下的一个种。其种加词“tarokoensis”意为“台湾花莲县太鲁阁的”。